# Diana Schnürpel
Diana Schnürpel (* 1983 in Lipezk, Russische SFSR als Diana Kuznetsova) ist eine russisch-deutsche Opernsängerin (Sopran/Koloratursopran).

## Leben
Diana Schnürpel wurde in eine Musikerfamilie geboren: Ihre Mutter Irina Kuznetsova war Pianistin und lehrte an einem Konservatorium. Ihr Großvater Nikolai Kopytow war Opernsänger und die Großmutter Cecilia Baitsch Konzertpianistin. Schnürpel erhielt zunächst Klavierunterricht, lernte jedoch vom Großvater auch Gesang und nahm an regionalen Klavier- und Gesangswettbewerben teil.
Es folgte eine Schulbildung für musikbegabte Kinder sowie anschließend ein Musikstudium in Lipezk. Im Jahr 2001 schloss sie das Studium im Fach Klavier mit Auszeichnung ab und nahm ein Gesangsstudium an der Chorkunstakademie in Moskau bei der Opernsängerin Nina Rautio auf, das sie 2005 mit dem Bachelor abschloss. Danach studierte sie in Leipzig Operngesang an der Hochschule für Musik und Theater „Felix Mendelssohn Bartholdy“ bei Regina Werner-Dietrich. Sie schloss dieses Studium 2010 mit dem Diplom ab.
Sie nahm an vielen Wettbewerben teil und wurde jeweils Finalistin des Leipziger Lortzing-Wettbewerbs 2011 und 2012, des Operngesangswettbewerbs Grandi Voci im Rahmen des Salzburger Oper im Berg Festivals 2012 und gewann 2011 den 3. Preis des Internationalen Jószef-Simándy-Gesangwettbewerbs in Szeged (Ungarn). Im Jahr 2012 nahm sie Unterricht bei dem Opernsänger und Wagnertenor Manfred Jung.
Schnürpel hatte ihr Bühnendebüt in Deutschland mit der Partie der Braut in Les Noces von Igor Strawinsky auf dem Klavier-Festival Ruhr in Duisburg im Juli 2013. Danach sang sie die Partie der Königin der Nacht in der Zauberflöte am Staatstheater Braunschweig, am Landestheater Detmold, am Stadttheater Klagenfurt, am Landestheater Salzburg, an der Oper Graz, am Deutschen Nationaltheater Weimar und zuletzt am Luzerner Theater. An letzterem war sie zwischen August 2016 und Juni 2021 als Ensemblemitglied engagiert. 
Schnürpel ist auch als Lied- und Konzertsängerin tätig. Ihr Konzertrepertoire beinhaltet Werke von J. S. Bach, Beethoven, Brahms, Händel, Mozart und Antonio Salieri. Sie begann ihre Konzerttätigkeit 2012 in Bayern mit Das Marienleben von Paul Hindemith und Kirchenkonzerten in Ludwigsburg mit der Vertonung des Stabat mater von Antonín Dvořák.  Sie sang auch in einer Kammermusik-Matinee des Luzerner Sinfonieorchesters mit Kinderreimen in der 1. Fassung von Leoš Janáček.
Für die Partien der Venus und Gepopo in Le Grande Macabre von György Ligeti  und die Titelpartie der Maria Stuarda von Gaetano Donizetti erhielt sie in den Spielzeiten 2016/2017 und 2017/2018 Aufmerksamkeit und es wurde ihre große und einzigartige Koloraturfähigkeit verbunden mit dem warmen Klang der Stimme bescheinigt.
Seit April 2021 hat Schnürpel die deutsche Staatsangehörigkeit und ist Stipendiatin der Kulturstiftung Thüringen.